# Um Reifenbreite
Um Reifenbreite — настільна гра для 2–4 гравців від нідерландського автора Роб Бонтенбал, вперше видана у 1991/92 роках видавництвом Jumbo, що належить нідерландському видавцю Hausemann & Hotte, та відзначена премією Spiel des Jahres 1992 року. У 2002 році гру перевидали до її десятиріччя. Гравці виступають у ролі менеджера велокоманди, яка за допомогою ретельного розподілу ресурсів та певної долі вдачі змагається за жовту майку.
У деяких країнах гру продавали як Demarrage! (Франція, Велика Британія) або Demarraje (Іспанія); в Італії її видано під назвою Campionato Italiano.
Гра майже ідентична грі Homas Tour того ж автора, що вийшла у 1979 році у Нідерландах під видавництвом Homas Spelen. Ігрове поле за будовою ідентичне, правила схожі.

## Вміст
- 1 ігрове поле
- 20 гонщиків (4 команди по 4 гонщики та додатково по 1 гонщику кожної команди у жовтій майці)
- 56 енергокарт (14 на команду, 4 для гонщика №1, по 2 для гонщиків №2–4, 4 – джокери)
- 22 шанс-карти
- 6 фотокарт
- 2 гральних кубики
- 1 блок для підрахунку переможних очок
- Інструкція до гри (16 сторінок формату А4)

## Ігровий процес
Гру можна проводити у трьох варіаціях. У найпростішій версії обирається траса на ігровому полі без урахування типу дорожнього покриття. У розширеному варіанті дорожнє покриття (бруківка чи гірські ділянки з підйомами та спусками) впливає на хід перегонів, як у справжніх велогонках. Для досвідчених гравців доступний професійний режим, де кілька маршрутів об’єднують в багатоетапну гонку із спринтерськими заліками та боротьбою за жовту майку.
На початку кожної гонки гравці як менеджери команд розташовують своїх гонщиків почергово на стартових клітинках так, щоб у кожній із 4 стартових доріжок стояв один гонщик від команди. Перегони розпочинає той гонщик, який стоїть найпопереду та праворуч у напрямку руху. Гравець кидає два кубики та рухає гонщика на суму їхніх значень уперед. Після цього всі гонщики, що стоять позаду на прямій лінії, можуть скористатися ефектом «аеродинамічного хвоста»: вони пересуваються вперед за лідером, якщо після руху опиняються безпосередньо за ним і не долають при цьому більше клітин, ніж попередник. Цю механіку використовують тільки тоді, коли ведучий гонщик долає велику відстань; в інших випадках краще покладатися на власний кидок кубиків. Після цього рухаються інші гонщики.
У наступних раундах один або обидва кубики можна замінити енергокартами, що дають змогу рухатися на 5 або 6 клітин. Деякі картки не можна використовувати на певних ділянках траси. Використані картки вибувають із гри, тож ними слід розпоряджатися обачно.
Якщо гравець викидає суму 7, він бере шанс-карту. Вона може спричинити падіння, яке зачіпає і гонщиків позаду та поруч, проте інколи можна повернути собі енергокарти.
Коли гонщики перетинають фініш, на блокноті підраховують переможні очки, що додаються до загальної суми команди. Перемагає команда з найбільшою кількістю переможних очок. Якщо грають кілька етапів (у правилах наведено чотири пропозиції трас), кожен етап оцінюється окремо. Результати найкращого гонщика множать на кількість етапів та додають до командного результату. Це імітує тактику багатоденних велоперегонів на кшталт «Тур де Франс», де команда підтримує свого капітана.

## Особливість
У 2002 році до десятирічного ювілею перевидали гру у більш компактній упаковці, де ігрове поле складалося з шести сегментів замість трьох. Інструкцію зменшили до 12 сторінок за допомогою дрібнішого шрифту. Також на другій зовнішній доріжці однієї з крутих ділянок додали дві додаткові клітинки.